# ۵۲۵ (پیش از میلاد)
۵۲۵ (پیش از میلاد) ۵۲۵مین سال قبل از تقویم میلادی است.